# Pont d'Arcole
Il Pont d'Arcole è un ponte di Parigi che attraversa la Senna.
Esso collega l'Hôtel de Ville sulla riva destra all'Hôtel-Dieu sull'Île de la Cité
Il suo nome è probabilmente la commemorazione della battaglia del ponte di Arcole, che vide la vittoria di Napoleone Bonaparte sugli austriaci nel 1796, nel corso della prima Campagna d'Italia.

## Storia

### Ponte sospeso (1828)
Nel 1827 un'ordinanza regia autorizzò la costruzione di un ponte fra la Place de l'Hôtel-de-Ville e l'île de la Cité.. Costruito nel 1828 da Marc Seguin, fu aperto alla circolazione il 21 dicembre del medesimo anno. Questo ponte sospeso era composto di due campate di circa 40 metri. La sua larghezza era di soli 3,50 metri tra i due parapetti ed era riservato ai pedoni.
Venne subito denominato pont de la Grève nei suoi due primi anni di vita. In seguito assunse il nome attuale. 

Il ponte sospeso nel 1848.
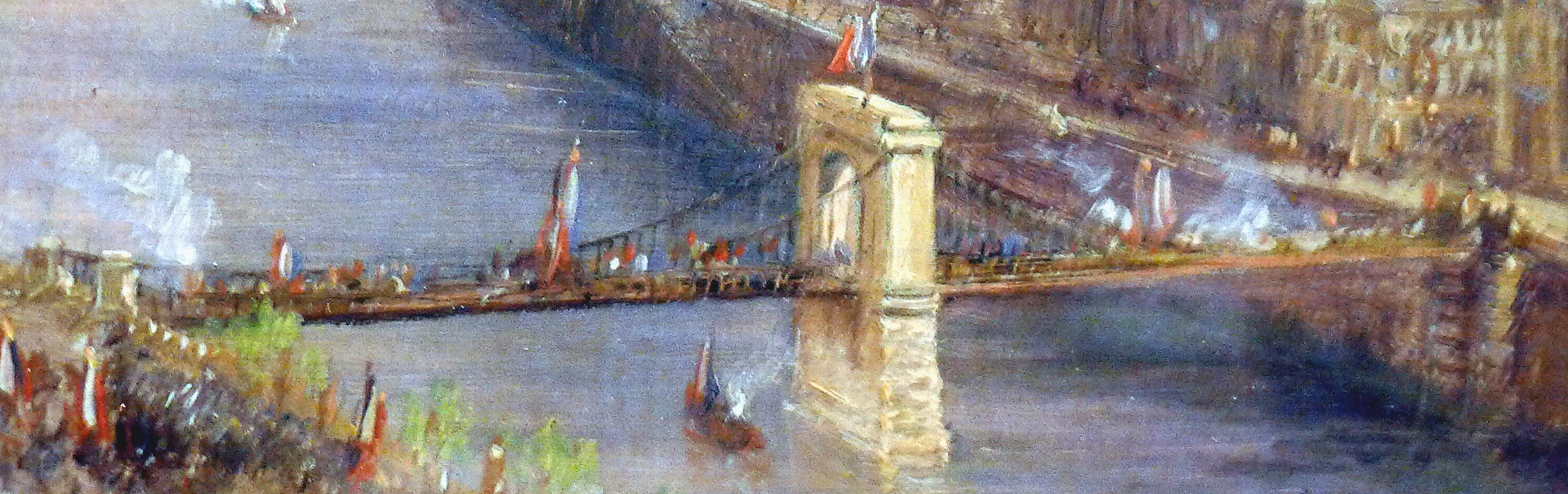
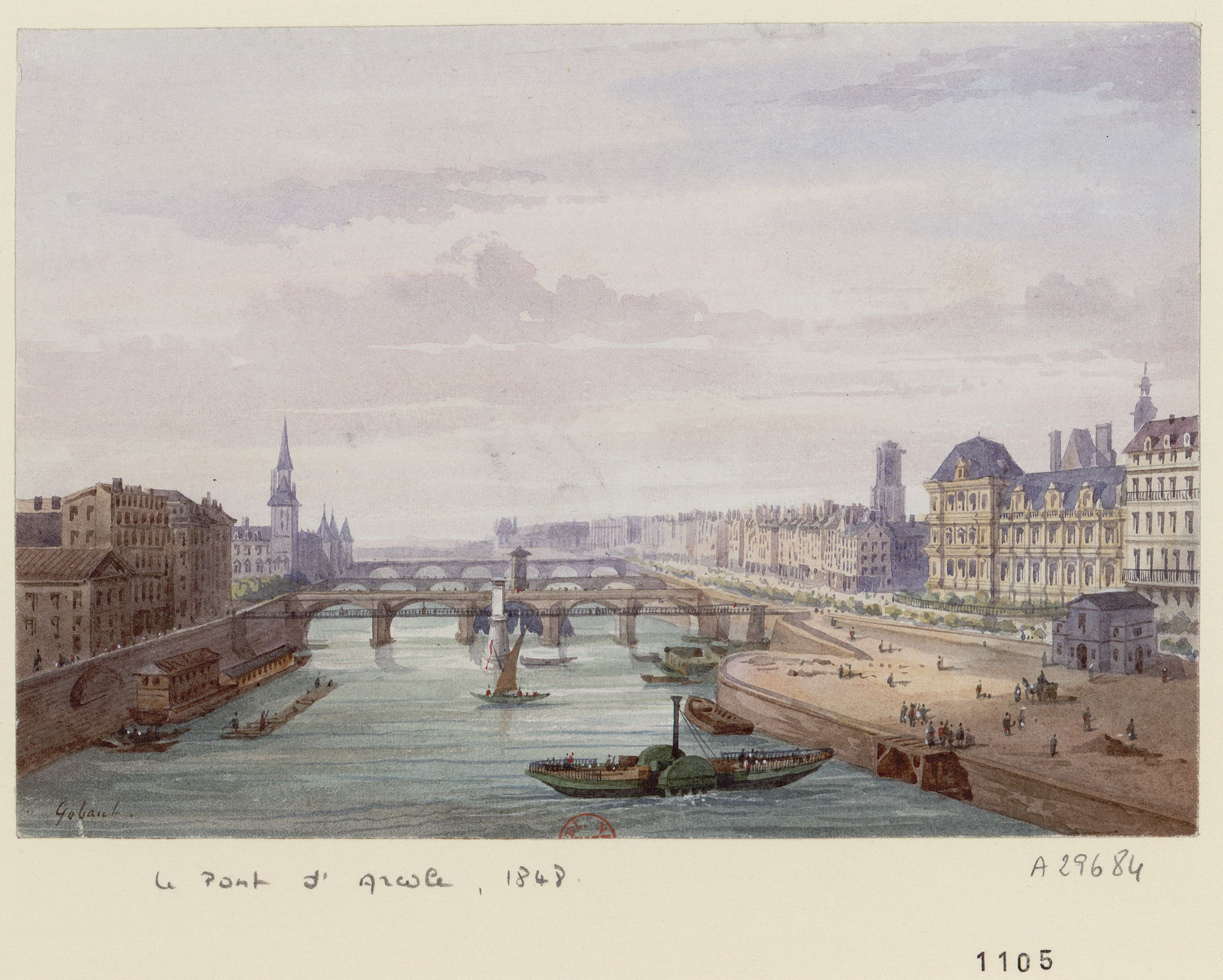

### Opera metallica (1854)
Nel 1854 fu sostituito da un'opera metallica più solida e che permetteva il passaggio di veicoli concepiti da Nicolas Cadiat e Alphonse Oudry. Il ponte di Arcole fu allora innovatore: fu il primo ponte in ferro senza appoggi sulla Senna, interamente realizzato in ferro e non più in ghisa.
.
Il 16 febbraio 1888 il ponte si abbassò bruscamente di 20 centimetri e dovette quindi essere consolidato. La concezione del ponte lo rendeva molto sensibile agli effetti termo-igrometrici
.
Fu attraverso il ponte d'Arcole che giunsero sulla piazza dell'Hôtel de Ville i primi carri armati della 2ª divisione corazzata del generale Leclerc alla liberazione di Parigi nell'agosto del 1944.
Fu solamente tra il 1994 e il 1995 che la città di Parigi procedette al rifacimento completo del piano stradale, rivedendo la tenuta stagna e la verniciatura alla prima occasione.
Nel 2012, la città di Parigi rinnovò l'illuminazione del ponte di Arcole per ridurre del 90% il consumo di energia dell'opera

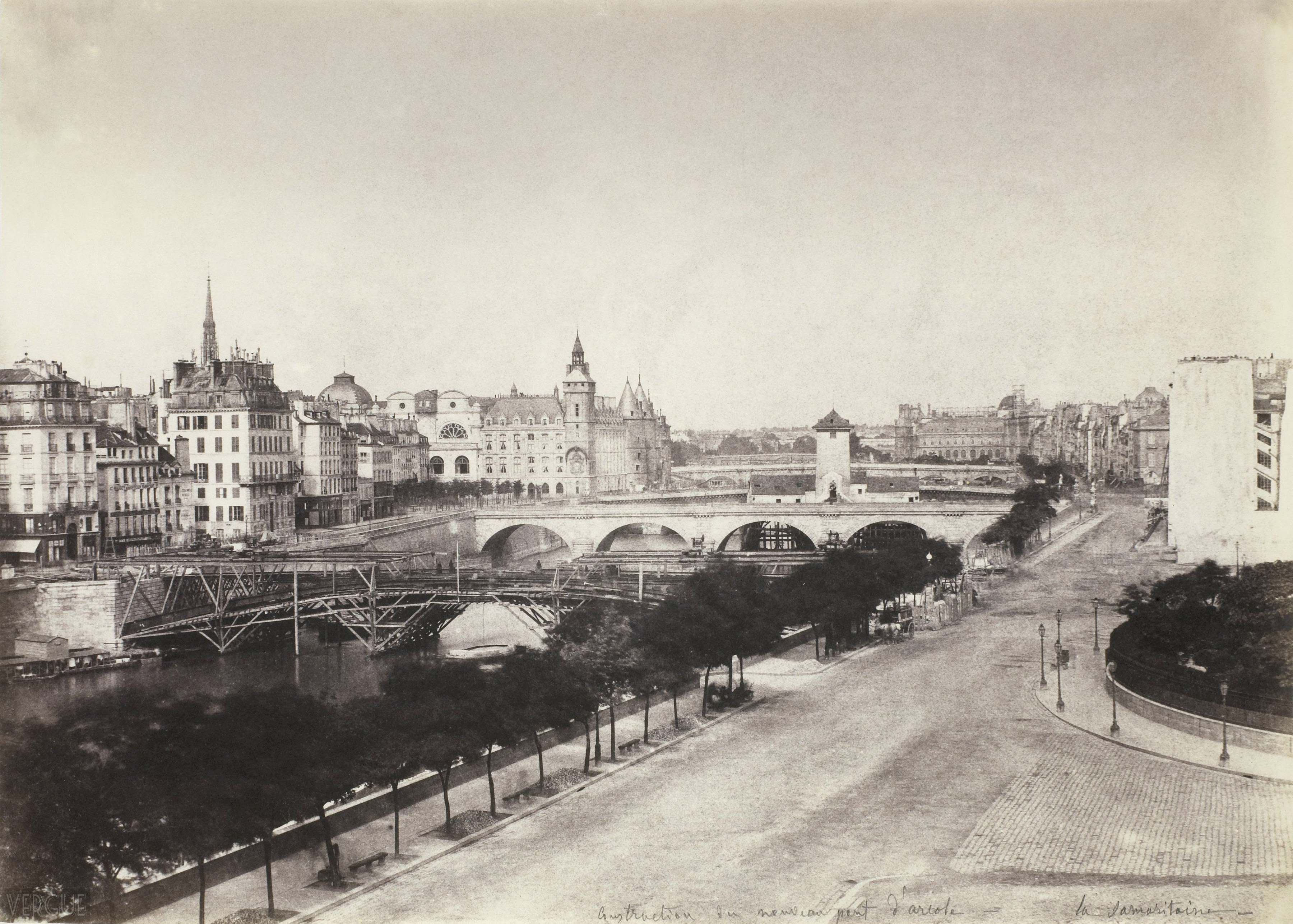
Costruzione del pont d'Arcole, 1855.
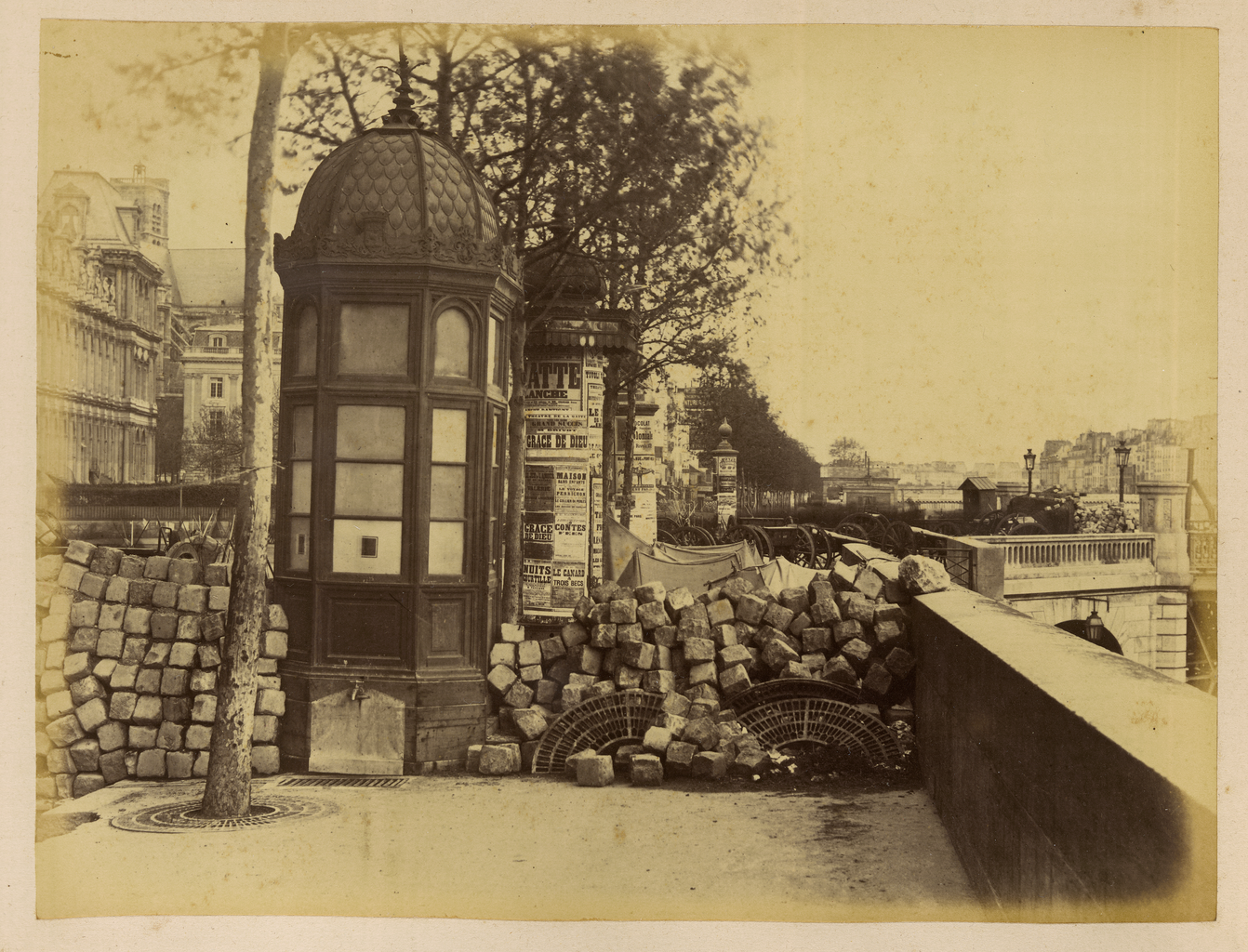
Barricate all'altezza del pont d'Arcole nel 1871.

## Descrizione

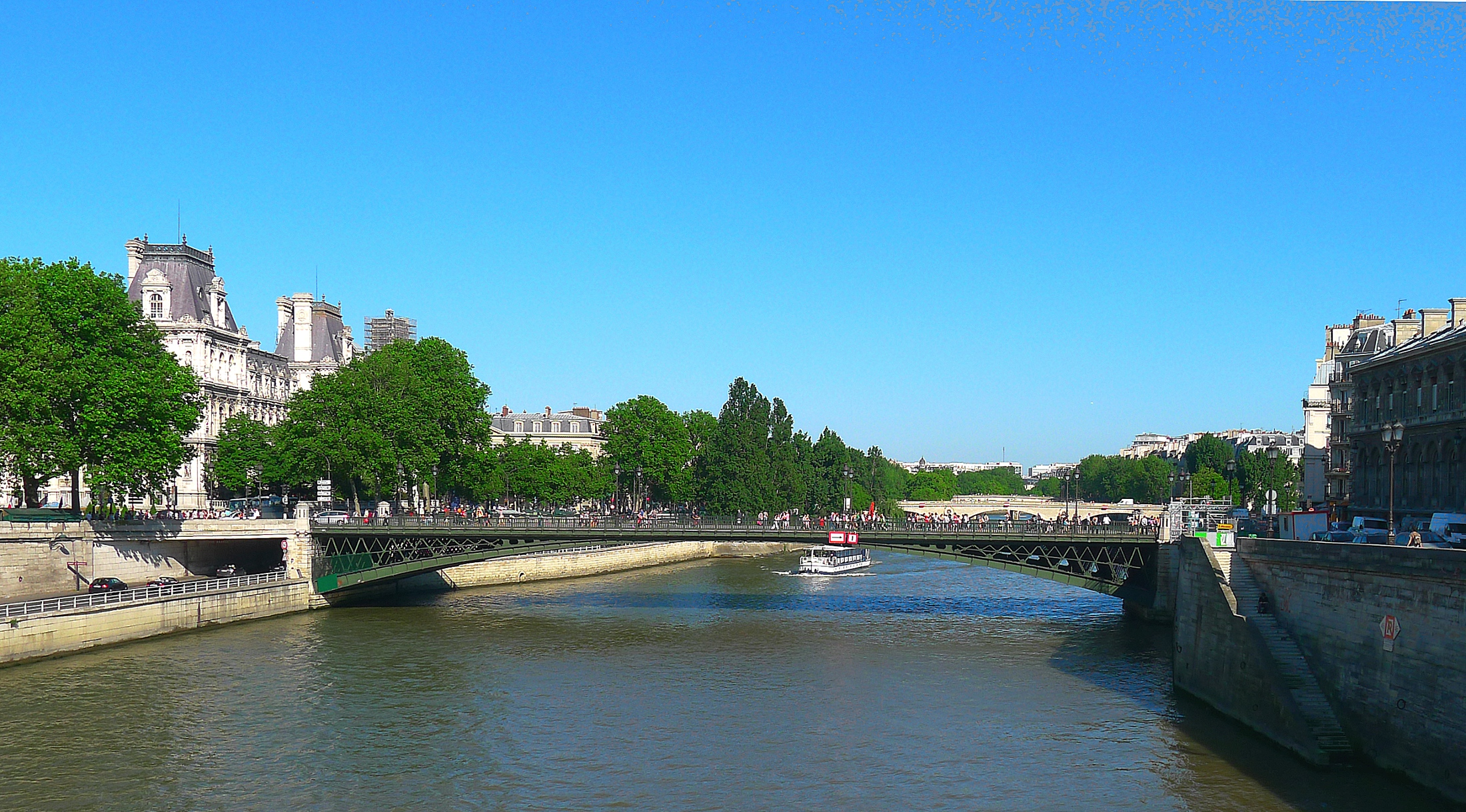
Pont d'Arcole e l'Hôtel de Ville di Parigi

Il ponte d'Arcole fu il primo ponte parigino in ferro; largo 20 metri e con una struttura metallica ad arco unico di 80 metri di luce posto fra due spallette in pietra, fu realizzato nel 1856 sotto la direzione dell'ingegner Alphonse Oudry. Fu costruito in meno di tre mesi.

## Trasporti
Il ponte è servito dal Métro attraverso la stazione  Hôtel de Ville.